# Oxford
Oxford (/ ɒksfərd /) je mesto v regiji Jugovzhodna Anglija in mestna občina Oxfordshira. S 159.994 prebivalci je 52. največje mesto v Združenem kraljestvu in eno najhitreje rastočih in najbolj etnično raznovrstnih mest. Oxford ima dobro gospodarsko osnovo. Ima avtomobilsko industrijo, univerzo, založništvo, številne družbe informacijske tehnologije in znanstveno podprta podjetja. Mesto je znano po vsem svetu kot sedež Univerze v Oxfordu, ki je najstarejša univerza v angleško govorečem svetu. Zgradbe v Oxfordu kažejo vsa angleška arhitekturna obdobja od poznega obdobja Sasov. Oxford je znan kot »mesto sanjajočih fial«, izraz, ki ga skoval pesnik Matthew Arnold.

## Zgodovina

### Srednji vek
Oxford je bil prvič naseljen v obdobju Sasov in je bil sprva znan kot »Oxenaforda«, kar v angleščini pomeni »goveji brod«. Temelji na delu Chronicon ex chronicis Florencea Worcestra; v tistem času so bili brodovi pogostejši kot mostovi. Kraj je nastal z izgradnjo volovskega broda čez reko okoli leta 900. V 10. stoletju je Oxford postal kraj pomembne vojaške meje med kraljestvoma Mercija in Wessex, vanj pa naj bi večkrat vdrli Danci.
Oxford je bil med vdorom Normanov leta 1066 močno poškodovan. Po osvojitvi je bilo mesto dodeljeno guvernerju Robertu D'Oylyju, ki je kot potrditev normanske oblasti na tem območju odredil gradnjo gradu. Grad verjetno ni bil nikoli uporabljen za vojaške namene, njegovi ostanki so se ohranili vse do danes. D'Oyly je v gradu ustanovil samostansko skupnost, saj je bil sestavljen iz kapele in bivalnih prostorov za menihe (sveti Jurij v gradu). Skupnost ni nikoli postala velika, vendar je bila eno najstarejših mest formalnega izobraževanja v Britaniji. Leta 1139 je Geoffrey iz Monmoutha napisal Zgodovino kraljev Britanije (History of the Kings of Britain), zbirko Arturjevih legend.
Oxfordov ugled se je povečal z listino kralja Henrika II., s katero je podelil svojim državljanom privilegije in izjeme, kot jih je uživalo glavno mesto kraljestva. V mestu ali v njegovi bližini so bile ustanovljene nekatere pomembne verske ustanove. Vnuk kralja Ivana je ustanovil samostan Rewley za cistercijanski red; bratje različnih redov (dominikanci, frančiškani, karmeličani, avguštinci in trinitarci) so imeli v Oxfordu ustanove različnega pomena. V 13. stoletju so bila v mestu pogosto zasedanja parlamenta. Oxfordski statut je uvedla skupina baronov na čelu s Simonom de Montfortom; ta dokument pogosto obravnavajo kot prvo pisno ustavo v Angliji.
Rihard I. Levjesrčni (vladal od 6. julija 1189 do 6. aprila 1199) in Ivan Brez dežele (vladal od 6. aprila 1199 do 19. oktobra 1216), sinova Henrika II., sta bila 8. septembra 1157 in 24. decembra 1166 rojena v palači Beaumont v Oxfordu. Te dogodke obeležuje tudi spominska plošča v ulici Beaumont.

### Univerza v Oxfordu
Univerza v Oxfordu je prvič omenjena v zapisih iz 12. stoletja. Od stotin stavb za študente, ki so zrasle po mestu, je ostala le St. Edmund Hall (okoli 1225). Je zadnja ohranjena srednjeveška dvorana na univerzi. Prvi oxfordski kolidži so bili University College (1249), Balliol (1263) in Merton (1264). Ustanovljeni so bili, ko so Evropejci začeli prevajati spise grških filozofov. Ti spisi so spremenili evropsko ideologijo, navdahnjeni z znanstvenimi odkritji in napredkom v umetnosti, ko je družba začela gledati na nov način. Kolidže v Oxfordu je podprla Cerkev v upanju, da bodo uskladili grško filozofijo in krščansko teologijo. Razmerje med neakademskim prebivalstvom in akademsko skupnostjo je bilo pogosto neprijetno – kar 93 študentov in meščanov je bilo ubitih 10. februarja 1355 v nemirih na dan svete Sholastike (spor v gostilni med dvema študentoma in gostilničarjem je sprožil nemire, ki so trajali dva dni, posledica je bila več privilegijev in svoboščin akademskih ustanov v mestu).
Epidemija bolezni sudor anglicus, lat. (sweating sickness oz. slovensko poteča slabost) leta 1517 je bila v Oxfordu in Cambridgeu še posebej uničujoča, saj je umrla polovica prebivalstva obeh mest, pomrli so tudi mnogi študenti in predavatelji.
Stolnica v Oxfordu je enkratna združitev kapele kolidža in stolnice. Prvotno samostanska cerkev svete Fridesvide je bila razširjena in vključena v zgradbo Kardinalovega kolidža tik pred spremembo v Kristusovo cerkev leta 1546, od takrat pa je bila stolnica Oxfordske škofije.
Oxfordskim mučenikom so leta 1555 sodili zaradi herezije oziroma njihovih verskih prepričanj in učenja ter jih nato zažgali na grmadi na današnji ulici Broad. Trije mučenci so bili škofje Hugh Latimer, Nicholas Ridley ter nadškof Thomas Cranmer. Spomenik mučenikov stoji v bližini za vogalom, na severu svetega Tilna.

### Angleška državljanska vojna
Med angleško državljansko vojno je Karel I. Angleški po njegovem izgonu iz Londona navkljub močni podpori parlamentarcev leta 1642 postavil svoj dvor. Leta 1646 je mesto v obleganju Oxforda popustilo parlamentarnim silam pod vodstvom generala Fairfaxa. Ko je leta 1665 izbruhnila kuga v Londonu, je bil v mestu nastanjen dvor Karla II. Čeprav nerad, se je zaradi približevanja kuge moral umakniti tudi od tu. V mestu sta bila leta 1644 in 1671 dva huda požara.

### Sodobna doba
Leta 1790 je kanal Oxford povezal mesto s Coventryjem. Vojvodski prekop, ki ga je dokončal vojvoda Marlborough leta 1789, pa je povezal nov kanal z reko Temzo. Leta 1796 je podjetje Oxford Canal zgradilo svojo povezavo do Temze kot Isis Lock. Leta 1844 je bilo mesto povezano z Londonom z veliko zahodno železnico (Great Western Railway) prek Didcota in Readinga, kmalu so nastale še druge proge.
V 19. stoletju je polemika, povezana z oxfordskim gibanjem v anglikanski cerkvi opozorila na mesto kot središče teološke misli.
V mestu so bili stalno nastanjeni vojaki, ker je bila leta 1876 zgrajena vojašnica Cowley.
Lokalna vlada v Oxfordu je bila prenovljena z zakonom o občinskih družbah leta 1835, razširili so meje občine z vključitvijo majhnega območja vzhodno od reke Cherwell. Meje so se še razširile leta 1889, ko so dodali območja Grandpont in New Hinksey, južno od reke Temze, ko so bile prenesene iz Berkshira v Oxfordshire. Hkrati sta bila dodana Summertown in zahodni del Cowleyja. Leta 1890 je Oxford postal okrožje.
Oxfordsko mestno hišo je zgradil Henry T. Hare. Temeljni kamen je bil položen 6. julija 1893. 12. maja 1897 jo je odprl prihodnji kralj Edvard VII. Hiša je bila sedež lokalne oblasti do Cehovske dvorane leta 1292. Čeprav je Oxford mesto in ima nadžupana, se stavba še vedno imenuje 'mestna hiša'.

### 20. in 21. stoletje
Med prvo svetovno vojno se je število prebivalcev Oxforda spremenilo. Članov univerze je bilo precej manj, tudi študentov, profesorjev in osebja. Nekatere prostore kolidžev so zasedli vojaki, ki so se usposabljali. Med vojno je bilo v mestu tudi mnogo ranjenih in invalidov, ki so jih zdravili v novih bolnišnicah in so bili nastanjeni v univerzitetnih stavbah, tudi v šoli, mestni hiši in kolidžu Somerville.
V začetku 20. stoletja je Oxford doživljal hitro industrijsko rast in rast prebivalstva, leta 1920 sta se uveljavili tiskarska in založniška dejavnost. Leta 1929 so razširili meje mesta z vključitvijo predmestja Headington, Cowley in Iffley na vzhodu in Wolvercote na severu.
Tudi v 1920-ih so gospodarstvo in družbe v Oxfordu doživeli veliko preobrazbo. William Morris je ustanovil Morris Motors za množično proizvodnjo avtomobilov v Cowleyju, na jugovzhodnem robu mesta. Leta 1970 je v Cowleyju v Morris Motors in Pressed Steel Fisher delalo več kot 20.000 ljudi. V tem času je bil Oxford mesto dveh polovic: univerzitetno mesto na zahodu Magdalenskega mostu in avtomobilsko mesto na vzhodu. Duhovita je primerjava, da je "Oxford na levem bregu Cowleyja". V letih 1980 in 1990 so ljudje v Cowleyju izgubljali delovna mesta po propadu podjetja British Leyland, a zdaj uspešno izdeluje Mini za BMW. Veliko območje prvotne tovarne avtomobilov v Cowleyju je bilo leta 1990 porušeno in je zdaj Business Park Oxford.
Med drugo svetovno vojno je bil Oxford obvarovan nemških letalskih napadov, morda zaradi pomanjkanja težke industrije, kot so jeklarne in ladjedelništvo. Bil pa je cilj beguncev, ki so bežali iz Londona in drugih mest. Univerzitetni kolidži so bili začasne vojašnice in območja za usposabljanje vojakov pred razporeditvijo.
6. maja 1954 je Roger Bannister, 25-letni študent medicine, prvič dokazano pretekel miljo pod štirimi minutami na cesti Iffley v Oxfordu. Čeprav je predhodno študiral na univerzi v Oxfordu, je Bannister takrat študiral na St. Mary's Hospital Medical School v Londonu.
Druga oxfordska univerza, Oxford Brookes University, prej Oxford School of Art, nato Oxford Politehnika, ki stoji na Headington Hillu, je dobila svojo listino leta 1991 in je bila v zadnjih desetih letih izbrana za najboljšo novo univerzo v Veliki Britaniji. Imenovana je v čast ustanovitelja šole Johna Henryja Brooksa.
Prihod priseljenskih delavcev v tovarne in bolnišnice, nedavno priseljevanje iz južne Azije in veliko študentov dajejo Oxfordu opazno svetovljansko podobo, zlasti na območjih Headington in Cowley Road s svojimi številnimi bari, kavarnami, restavracijami, etničnimi trgovinami in prodajalnami s hitro hrano ter letno prireditvijo Cowley Road Carnival. Oxford je eno izmed najbolj raznolikih majhnih mest v Veliki Britaniji: zadnja ocena prebivalstva za [30] leto 2005 je pokazala, da je 27 % prebivalstva iz etničnih manjšin skupaj s 16,2 % nebelih etničnih skupin. Te številke seveda ne upoštevajo več nedavnih mednarodnih priseljencev v mesto.

## Geografija
Koordinate lege Oxforda so: 51°45′07″N 1°15′28″W / 51.75194°N 1.25778°W (pri stolpu Carfax, ki velja za središče mesta).
Oxford je 39 km severozahodno od Readinga, 42 km severovzhodno od Swindona, 58 km vzhodno od Cheltenhama in 69 km vzhodno od Gloucestra, 47 km jugozahodno od Milton Keynsa, 61 km jugovzhodno od Eveshama, 69 km južno od Rugbyja in 82 km severozahodno od Londona. Reki Cherwell in Temza (včasih znana kot Isis, lokalno iz latinskega imena Thamesis) tečeta skozi Oxford južno od mestnega središča.
Oxford ima zmerno morsko podnebje ("CFB" po sistemu KÖPPEN). Padavine so enakomerno porazdeljene vse leto in jih zagotavlja predvsem vremenski sistem, ki prihaja z Atlantika. Najnižja temperatura  v Oxfordu je bila –16,6 °C januarja 1982, najvišja pa 35,6 °C  avgusta 2003 med evropskim vročinskim valom leta 2003.
Podatki so z meteorološke postaje Radcliffe, ki ima najdaljšo evidenco o temperaturah in padavinah za eno mesto v Veliki Britaniji. Ti zapisi so neprekinjeno od januarja 1815. Netočna opazovanje padavin, oblačnosti in temperatur so iz leta 1767.

### Reke in prekopi
Oxford je bil v preteklosti pomembno pristanišče na Temzi na odseku reke, ki se imenuje Isis; komisija Oxford-Burcot  je v 17. stoletju poskušala izboljšati plovnost v Oxfordu. Zapornici Iffley in Osney ležita v mejah mesta. V 18. stoletju je bil zgrajen prekop Oxford za povezavo Oxforda s Srednjo Anglijo (Midlands.
Komercialni promet je tekel po reki, kanal so uporabljali za rekreacijo. V Oxfordu je bilo podjetje Salters Steamers (ustanovljeno leta 1858), ki je bil vodilni graditelj tekmovalnih čolnov. Imeli so pomembno vlogo pri popularizaciji čolnarjenja na Zgornji Temzi. Podjetje opravlja linijski prevoz iz Folly Bridgea dolvodno do Abingdona in drugod.

## Gospodarstvo
Oxford ima raznovrstno gospodarstvo, ki vključuje proizvodnjo, založništvo in znanstveno podprto industrijo, pa tudi izobraževanje, raziskave in turizem.
Oxford je bil pomembno središče proizvodnje motorjev, saj je bil Morris Motors ustanovljen že leta 1910. Glavni proizvodni obrat za avtomobile modela Mini, zdaj v lasti BMW, je v oxfordskem predmestju Cowley.
Oxford University Press, oddelek Univerze v Oxfordu, ima sedež v mestu, čeprav nima več svoje papirnice in tiskarne. Mesto je tudi sedež britanskih založb Wiley-Blackwell, Elsevier in še nekaj manjših založb.
Prisotnost univerze je povod za številna znanstvena in tehnološka podjetja, tudi Oxford Instruments, Research Machines in Sophos. Univerza je ustanovila Isis Innovation v letu 1987 za pospeševanje prenosa tehnologij. Science Park Oxford je bil ustanovljen leta 1990, Begbroke Science Park, ki je v lasti univerze, leži severno od mesta.
Oxford se vse bolj uveljavlja kot središče digitalnih inovacij, kot povzema Digital Oxford. 

#### Pivovarne
Pivovarne imajo v Oxfordu dolgo zgodovino. Več kolidžev je imelo zasebne pivovarne, med katerimi je Brasenose preživela do leta 1889. V 16. stoletju so bile pivovarne in sladarne najbolj priljubljene trgovine v mestu. Pivovarne so bile na ulici Brewer in Paradise v bližini gradu Mill Stream.
Hitra širitev Oxforda in razvoj železniških povezav po letu 1840 je omogočila širitev trgovine piva. Do leta 1874 jih je bilo v Oxfordu devet pivovarn in 13 pivovarskih agentov.
Swan's Nest Brewery, pozneje Swan Brewery, je bila ustanovljena v začetku 18. stoletja v ulici Paradise in je leta 1795 pridobila William Hall. Pivovarna je postala znana kot Hall's Oxford Brewery, ki je prevzela druge lokalne pivovarne. Pivovarna Hall je plod Samuel Allsopp & Sons iz leta 1926.
Morrell je bila ustanovljena leta 1743. Richard Tawney je oblikoval partnerstvo leta 1782 z Markom in Jamesom Morrellom, ki so postali lastniki. [46] Po ogorčenem družinskem sporu je bila leta 1998 zaprta, imena znamk piva je prevzela pivovarna Thomas Hardy Burtonwood, medtem ko je 132 vezanih pivnic kupil Michael Cannon, lastnik ameriške verige Fuddruckers, z novo družbo Morrells Oxford. Lion Brewery je bila v letu 2002 spremenjena v luksuzna stanovanja.

## Znamenitosti
Oxford ima številne turistične zanimivosti, mnoge pripadajo univerzi in kolidžem. Več je tudi znanih ustanov, v središču mesta sta stolp Carfax in univerzitetna cerkev svete Marije Device, oba ponujata pogled na mestne fiale. V zgodovinskem Covered Market je mnogo turističnih trgovin. Poleti je priljubljeno veslanje s posebnimi čolni po Temzi/Isis in reki Cherwell.

### Oxfordska univerza
Univerza v Oxfordu je najstarejša univerza v angleško govorečem svetu in ena najbolj znanih in uglednih visokošolskih ustanov po svetu. Za vsako razpoložljivo mesto je v povprečju pet vlog, privabi 40 % akademskega osebja in 15 % študentov iz tujine. Uvrščena je na peto mesto med univerzami na svetu po svetovni lestvici QS, za njenim glavnim tekmecem v Združenem kraljestvu, univerzo v Cambridgeu.

### Mestno središče
Oxfordsko središče mesta ima veliko trgovin, več gledališč in drsališče. Zgodovinske stavbe so priljubljene za fotografe, filmske in televizijske ekipe.
Središče mesta je sorazmerno majhno in osredotočeno na Carfax, križišče, ki ga sestavljajo ulica Cornmarket (pešcona), ulice Queen (delno za pešce), St. Aldate in High. Ulici Cornmarket in Queen imata različne verige trgovin, pa tudi nekaj neodvisnih trgovcev na drobno, najstarejša je Boswell, ki je bila ustanovljena leta 1738. St. Aldate ima tudi nekaj trgovin, vendar je več stavb lokalnih skupnosti, mestna hiša, mestna policijska postaja in drugi uradi. High (beseda ulica se tradicionalno izpusti) je najdaljša od štirih ulic in ima sicer vrsto trgovin, predvsem pa univerzitetne stavbe in kolidže. V središču mesta sta dva majhna nakupovalna centra: Clarendon in Westgate. Slednji se imenuje po mestnih vratih West Gate v mestnem zidu in je  na zahodnem koncu ulice Queen. Blackwellova knjigarna je velika, zanjo trdijo, da ima največji enotni prostor, namenjen za prodajo knjig v celotni Evropi, Norrington Room (930 m²).

### Bodleianova knjižnica
Univerza v Oxfordu ima največji univerzitetni knjižnični sistem v Združenem kraljestvu. Z več kot 11 milijoni enot, ki so zložene na 190 km polic, je Bodleianova knjižnica druga največja knjižnica v Veliki Britaniji, za Britansko knjižnico. Hrani obvezni izvod, kar pomeni, da ima pravico zahtevati brezplačen izvod vsake knjige, objavljene v Veliki Britaniji. Njena zbirka zato raste s hitrostjo več kot pet kilometrov regalov vsako leto.
Obiskovalci se lahko pridružijo vodenemu ogledu knjižnice, dela zgodovinskih prostorov, Teološke šole (Divinity School) iz 15. stoletja, srednjeveške knjižnice vojvode Humfreyja in Radcliffe Camere.

### Muzeji in galerije
V Oxfordu so številni muzeji, galerije in zbirke, ki večinoma ne zahtevajo vstopnine in so glavne mestne turistične znamenitosti. Večina so oddelki Univerze v Oxfordu.
Ashmolov muzej je bil prvi univerzitetni muzej na svetu in je najstarejši muzej v Veliki Britaniji. Njegova prva stavba je bila zgrajena leta 1678–1683 kot kabinet zanimivosti, predan univerzi leta 1677. Muzej je bil ponovno odprt leta 2009 po večji prenovi. Ima pomembne zbirke umetnosti in arheologije, tudi dela Michelangela, da Vincija, Turnerja in Picassa, kakor tudi zaklade, kot je Scorpion Macehead(Škorpijonov bojni kij), Marmor Parium in Alfredov zaklad. Hrani tudi Mesijo, nedotaknjeno Stradivarijevo violino, ki jo nekateri označujejo kot enega najlepših primerov.
Univerzitetni prirodoslovni muzej ima zoološke, entomološke in geološke vzorce. Je v veliki neogotski stavbi na Parks Road, v znanstvenem območju univerze. V zbirki so okostja  tiranozavra in triceratopsa in najpopolnejši ostanki doda, ki jih ni najti več nikjer na svetu.

### Druge zanimivosti
- Stolnica v Oxfordu ali Kristusova cerkev
- Headington Shark
- Oxfordski botanični vrt
- Sheldonovo gledališče
- Cerkev svete Marije
- Hotel Malmaison  v preurejenem zaporu v delu srednjeveškega Oxfordskega gradu
- Somerville College

- Oxfordski botanični vrt
- Stolnica
- Sheldonovo gledališče
- Univerzitetna cerkev svete Marije
- Headingtonov morski pes
- Hotel Malmaison

## Pobratena in prijateljska mesta
Oxford je pobraten z mesti::
- Bonn, Nemčija[28]
- Grenoble, Francija[27][29][30]
- Leiden, Nizozemska
- León, Nikaragva
- Perm, Rusija
- Catania, Italija
- Benevento, Italija